# Дудук

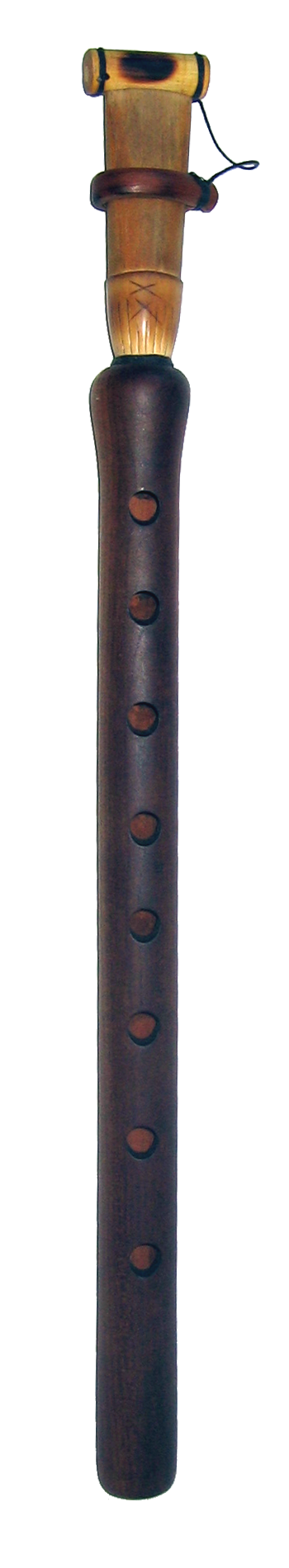
Вірменський дудук з вісьмома ігровими отворами на лицьовій стороні

Дудук (тур. düdük вірм. դուդուկ) — язичковий дерев'яний духовий музичний інструмент з подвійною тростиною. Має вигляд трубки з 9-ма ігровими отворами. Поширений серед народів Кавказу. В 2005 році музика вірменського дудука була визнана шедевром Всесвітньої нематеріальної культурної спадщини ЮНЕСКО .
У Вірменії дудук також відомий як ціранапох (вірм. ծիրանափող), що дослівно можна перекласти як «абрикосова труба», або «душа абрикосового дерева».
Різною мірою близькі до дудука конструкцією та звучанням музичні інструменти є також в інших народів:
- в Азербайджані — балабан (азерб. balaban), відомий також як дюдюк; є також національним інструментом в узбеків і деяких народів Північного Кавказу[4];
- у Грузії — дудуки (груз. დუდუკი);
- у Китаї — гуань;
- у Туреччині — мей (тур. mey);
- в Японії - хітірікі.

## Загальні відомості
Дудук складається з трубки і знімного подвійного язичка (тростини). Середня довжина трубки становить 32 см, довжина тростини 12 см. На передній поверхні дудука є вісім отворів, на задній поверхні знаходиться один отвір.
Звук утворюється в результаті вібрації двох очеретяних пластин і регулюється за допомогою зміни тиску повітря на язичок інструменту, а також закривання-відкривання ігрових отворів. Тростина, як правило, має ковпачок і регулятор тону для підстроювання. Притисненням регулятора досягається підвищення тону, при його ослабленні тон знижується.
На початку XX століття дудук отримав визначення діатонічного однооктавного інструменту. Однак, попри це, хроматичні ноти досягаються за допомогою часткового закривання ігрових отворів.
Музика на дудуці найчастіше виконується в парах: ведучий дудук, що грає мелодію, і другий дудук, що має назву «дам», який виконує безперервний, певної висоти тонічний фон, що забезпечує специфічне звучання головних ступенів ладу. Музикант, який грає на дамі (дамкаш), досягає подібного звучання за допомогою техніки безперервного дихання: вдихаючи через ніс, він зберігає повітря в надутих щоках, а потік повітря з ротової порожнини в той же самий час створює тиск на язичок дудука.
Зазвичай дудукісти (музиканти, які грають на дудуці) під час свого навчання також займаються грою на двох інших духових інструментах — зурні і шві. При виконанні танцювальної музики дудуку іноді акомпанує ударний музичний інструмент дхол. Дудук широко використовується в оркестрах народних інструментів, супроводжує народні пісні і танці, а також весільні та похоронні церемонії.

## Етимологія
Сучасна назва інструменту — дудук, мабуть, походить від турецького слова düdük, ймовірно, звуконаслідувального походження. В часи Османського панування назва дудук закріпилася за інструментом. За іншою версією, назву «дудук» інструмент отримав через зовнішню схожість з дудкою, російським народним музичним інструментом, назва прижилася як у Вірменії, так і в усьому світі.

## Історія
Про дудук під назвою «ціранапох», згадував ще вірменський історик V століття Мовсес Хоренаци. Інструмент і музика дудука є невід'ємною частиною культурного життя і суспільної ідентичності вірменського народу. Протягом багатьох часів вона супроводжувала всі важливі соціальні події в житті вірмен: народні святкування, торжества, пісні, танці, весільні і похоронні церемонії, тощо.
Згідно з дослідженням етномузикознавця доктора Джонатана Макколама (Dr. Jonathan McCollum) дудук зображений на численних вірменських рукописах Середньовіччя, символізуючи вірменську національну ідентичність. Як відзначає Макколам, найважливішою якістю дудука є його здатність виражати діалектику і настрій вірменської мови .

## Матеріали для виготовлення
Найранішні інструменти, подібні до дудука, виготовлялися з кісток тварин і очерету. Дудук виготовляється з тутового, абрикосового, сливового та горіхового дерева. Язичок робиться з двох шматків очерету. На відміну від інших інструментів з подвійним язичком, тростина у дудука — досить широка, що надає інструменту його неповторне сумне звучання.

### Виготовлення вірменського дудука
Вірменський дудук (ціранапох) виготовляють з абрикосового дерева через його характерну здатність резонувати. Як стверджують фахівці, вірменський дудук відрізняється м'яким звучанням, більше схожим на голос, на відміну від дудука виготовленого з інших матеріалів (для такого дудука характерний досить різкий звук).
B 1920-30-x роках вірменський дудук був удосконалений B. Г. Буні, який, зберігши в основному тип народного інструменту, створив три різновиди дудука різних регістрів. Останній з них, більш низького, баритонового регістра отримав назву імені конструктора — «буніфон». Довжина трубки вірменського дудука становить 28, 33 або 40 см. На лицьовій стороні інструменту є 7 (або 8) ігрових отворів і один (або два), для великого пальця — на зворотному боці. Довжина подвійного язичка, відомого як «ехег» (вірм. եղեգ), зазвичай дорівнює 9-14 см.

## Звучання
На дудуці може бути виконана музика в різних тональностях. Дудук володіє теплим, м'яким, злегка приглушеним звуком і оксамитовим тембром, відрізняється ліричністю, емоційністю і виразністю. При виконанні музики в парах (вудучий дудук і дам-дудук) часто виникає відчуття спокою і умиротворення.

## Популяризація
Дудук можна почути в багатьох кінофільмах. Першим загальновідомим фільмом в якому пролунав дудук, став фільм «Остання спокуса Христа». 
Інші фільми та телесеріали в яких можна почути дудук:
- «Арарат»
- «Гладіатор»
- «Халк»
- «Олександр»
- «Страсті Христові»
- «Код да Вінчі»

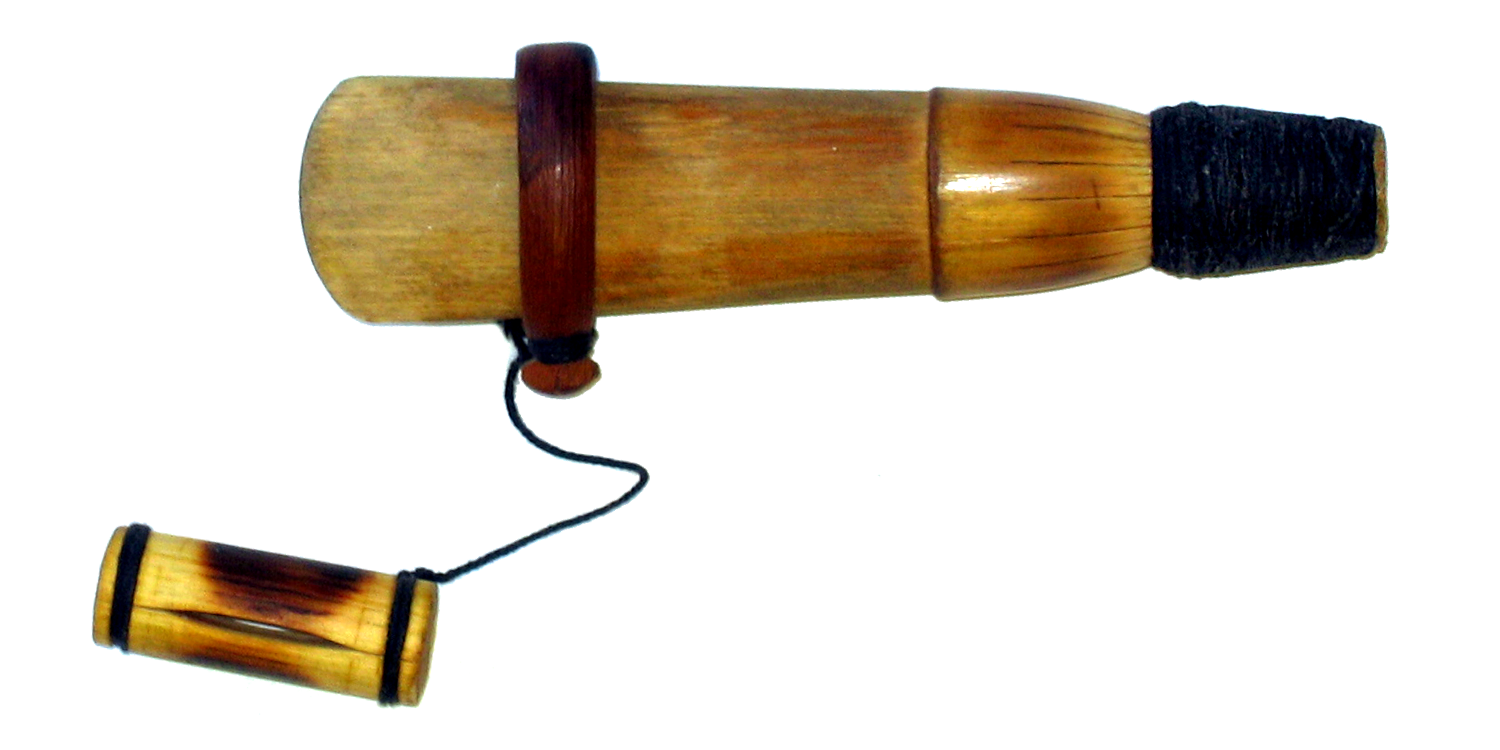
Мундштук дудука

- «Хроніки Нарнії: Лев, чаклунка і чарівна шафа»[11]
- «Пірати Карибського моря: На краю світу»[12]
- «Попіл і сніг»
- «Ксена: принцеса — воїн»
- «Мюнхен»
- «Сиріана»
- «Дім. Історія подорожі [Архівовано 22 квітня 2013 у Wayback Machine.]»
- «Точка обстрілу»
- «Особливо небезпечний»
- «Воїни Неба і Землі»

## Виконання
Одним з найвідоміших виконавців музики на дудуці є музикант і композитор Дживан Гаспарян, якого прозвали майстром дудука. Дживан Гаспарян є автором саундтреків багатьох голлівудських фільмів, таких, як, наприклад, «Остання спокуса Христа» (1988), «Гладіатор» (2000).
У Вірменії та серед вірменів, що живуть за її межами, є чимало відомих дудукістів, найвидатнішими з яких є Людвіг Гарібян, Дживан Гаспарян-молодший (онук Дживана Гаспаряна), Геворг Дабагян, Норайр Барсегян, Сергій Карапетян, Мкртич Малхасян, Ваче Овсепян. Слід назвати і видатного дудукіста Ованеса Касьяна, який зіграв важливу роль у розвитку цього мистецтва в Грузії.